# Juan de Villanueva y Barbales

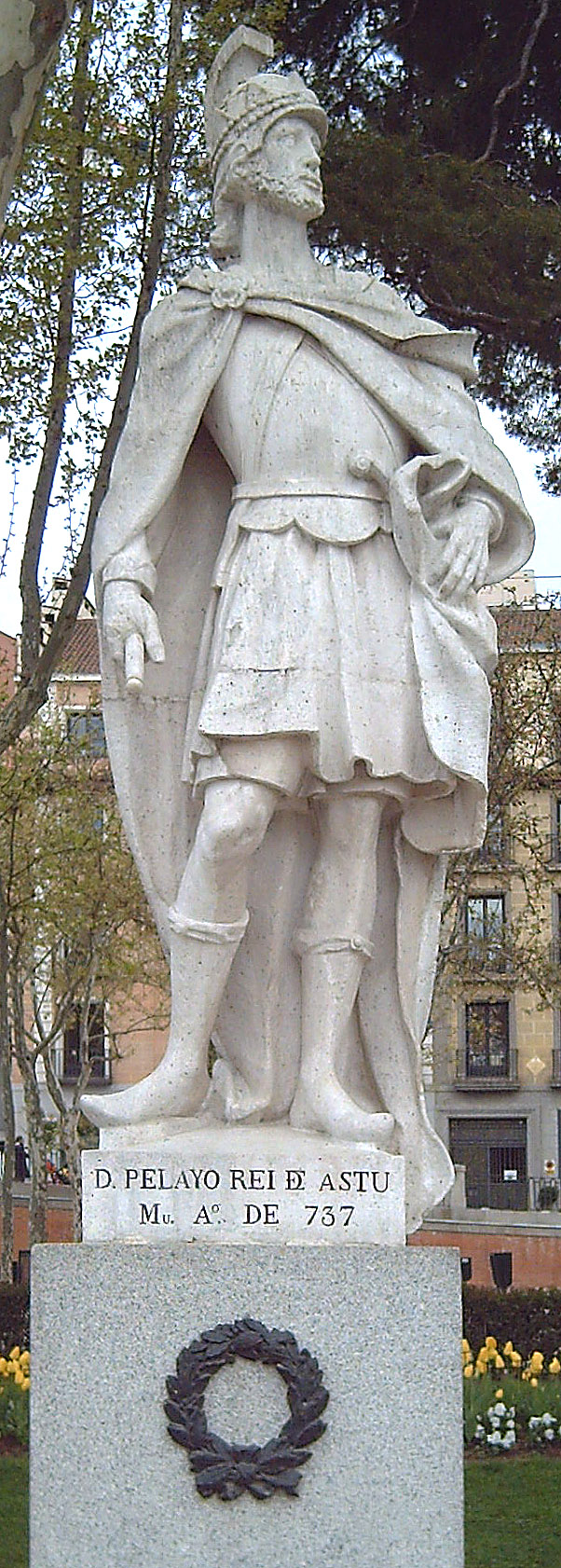
Estatua de Don Pelayo en la Plaza de Oriente de Madrid.

Juan de Villanueva y Barbales (Pola de Siero, 5 de enero de 1681-Madrid, 4 de julio de 1765) fue un escultor barroco y académico español. Conocido por haber sido en 1751 uno de los fundadores de la Real Academia de Bellas Artes de San Fernando de Madrid y uno de sus primeros directores. Es conocido igualmente por haber sido el padre del arquitecto neoclásico Juan de Villanueva (1739-1811). A pesar de haber desarrollado una intensa labor como académico y de contar con numerosas esculturas documentadas, muchas de ellas se han perdido con la desamortización y en la Guerra Civil.  

## Biografía
Juan de Villanueva aprendió escultura en el marco de la tradición gremial y del sistema de talleres, de su propio padre. Es posible que estudiara durante su juventud en los talleres de Antonio Borja. Emigrado a Madrid a principios del siglo XVIII, permaneció en Madrid de forma ininterrumpida hasta su muerte. Su estudio madrileño se encontraba en el número 15 de la calle de San Pedro y San Pablo, hoy, calle de Hernán Cortés. En su taller de Madrid se formaron escultores como: José Bernardo de la Meana en la década de 1730 (siempre antes de 1743). En este periodo conoce a escultores y arquitectos como Pedro Alonso de los Ríos o José Benito de Churriguera. La amistad fue tan directa que el mismo Pedro Alonso de los Ríos al morir le cedió su estudio y biblioteca.
En los primeros instantes realiza una talla de san Antonio para los devotos (denominados "guinderos") de la ermita de San Antonio en la Florida. En 1726 escribió junto a Francisco Antonio Meléndez un memorial dirigido a Carlos III en el que solicitaba la creación de una escuela de Bellas Artes en Madrid. Finalmente, debido a sus labores es nombrado director honorario en 1752 de la nueva Real Academia de Bellas Artes de San Fernando. Siendo uno de los primeros directores en ostentar el cargo.  
Entre sus obras más destacadas se encuentra el trabajo encargado por la diócesis de Oviedo para la realización de los dos retablos colaterales del transepto de la catedral ovetense (1739-1742). En la actualidad pueden admirarse en la Plaza de Oriente de Madrid algunas de sus tallas de reyes de España labradas para la decoración del Palacio Real Nuevo de Madrid bajo la dirección de los escultores Juan Domingo Olivieri (1708-1762) y Felipe de Castro (1711-1775).

## Homenajes póstumos
Existe en su pueblo natal de Pola de Siero (Asturias) un Instituto de Enseñanza Secundaria dedicado a su nombre.